# Astrabe fasciata
Astrabe fasciata е вид бодлоперка от семейство Попчеви (Gobiidae).

## Разпространение и местообитание
Видът е разпространен в Япония (Кюшу и Хоншу).
Среща се на дълбочина от 1 до 2 m.

## Описание
На дължина достигат до 3,5 cm.